# Catalogue des Plantes Exotiques
Catalogue des Plantes Exotiques (abreviado Cat. Pl. Exot.) es un catálogo con ilustraciones y descripciones botánicas que fue escrito por el botánico belga Jean Jules Linden y publicado en varios catálogos desde 1853 hasta 1869, con el nombre de Catalogue des Plantes Exotiques, Nouvelles et Rare, Cultivees dan les Serres de J. Linden.

## Publicaciones
- [8]: 1853; [9]: 1854; 10: 1855; 11: 1856; 12: 1857;¹13: 1858; 14: 1859; 15: 1860; 16: 1861; 17: 1862;¹18: 1863; 19: 1865; 20: 1866; 21: 1867; 22/23: 1869